# Godfried II van Perche
Godfried II van Perche (overleden in oktober 1100) was van 1080 tot aan zijn dood graaf van Perche. 

## Levensloop
Godfried II was de oudste zoon van graaf Rotrud II van Perche, eveneens burggraaf van Châteaudun, en diens echtgenote Adelise, dochter van heer Guérin van Domfront. 
In 1066 nam hij deel aan de verovering van Engeland door hertog Willem de Veroveraar van Normandië. Ook vocht hij mee in de Slag bij Hastings. Als dank hiervoor kreeg hij van Willem aanzienlijke bezittingen in Engeland.
Na de dood van zijn vader in 1080 werden diens gebieden verdeeld tussen Godfried en zijn broers. Godfried erfde het graafschap Perche en de heerlijkheid Nogent-le-Rotrou, zijn broer Hugo III verwierf het burggraafschap Châteaudun en zijn andere broer Rotrud kreeg de heerlijkheid Montfort-le-Rotrou.
Godfried en zijn broers raakten betrokken in een landdispuut met Robert II van Bellême. Ze vielen twee keer diens domeinen aan, eerst alleen en daarna met de hulp van graaf Eli I van Maine, maar daarbij leden ze telkens een nederlaag. Godfried wijdde zich vanaf dan aan religieuze bezigheden; zo stichtte hij de eerste leprozenkolonie in Perche. Hij overleed in 1100.

## Huwelijk en nakomelingen
Godfried was gehuwd met Beatrix van Ramerupt, dochter van graaf Hilduin IV van Montdidier. Ze kregen volgende kinderen:
- Rotrud III (1080-1144), graaf van Perche
- Margaretha (overleden na 1156), huwde rond 1100 met Hendrik van Beaumont, graaf van Warwick
- Juliana (overleden na 1132), huwde met heer Gilbert van Aigle
- Mathilde (overleden in 1143), huwde eerst met burggraaf Raymond I van Turenne en daarna met heer Gwijde IV van Lastours